# Barleria trispinosa
Barleria trispinosa är en akantusväxtart. Barleria trispinosa ingår i släktet Barleria och familjen akantusväxter.

## Underarter
Arten delas in i följande underarter:
- B. t. glandulosissima
- B. t. trispinosa